# Ap Lei Chau

Localizaçao da ilha Ap Lei Chau

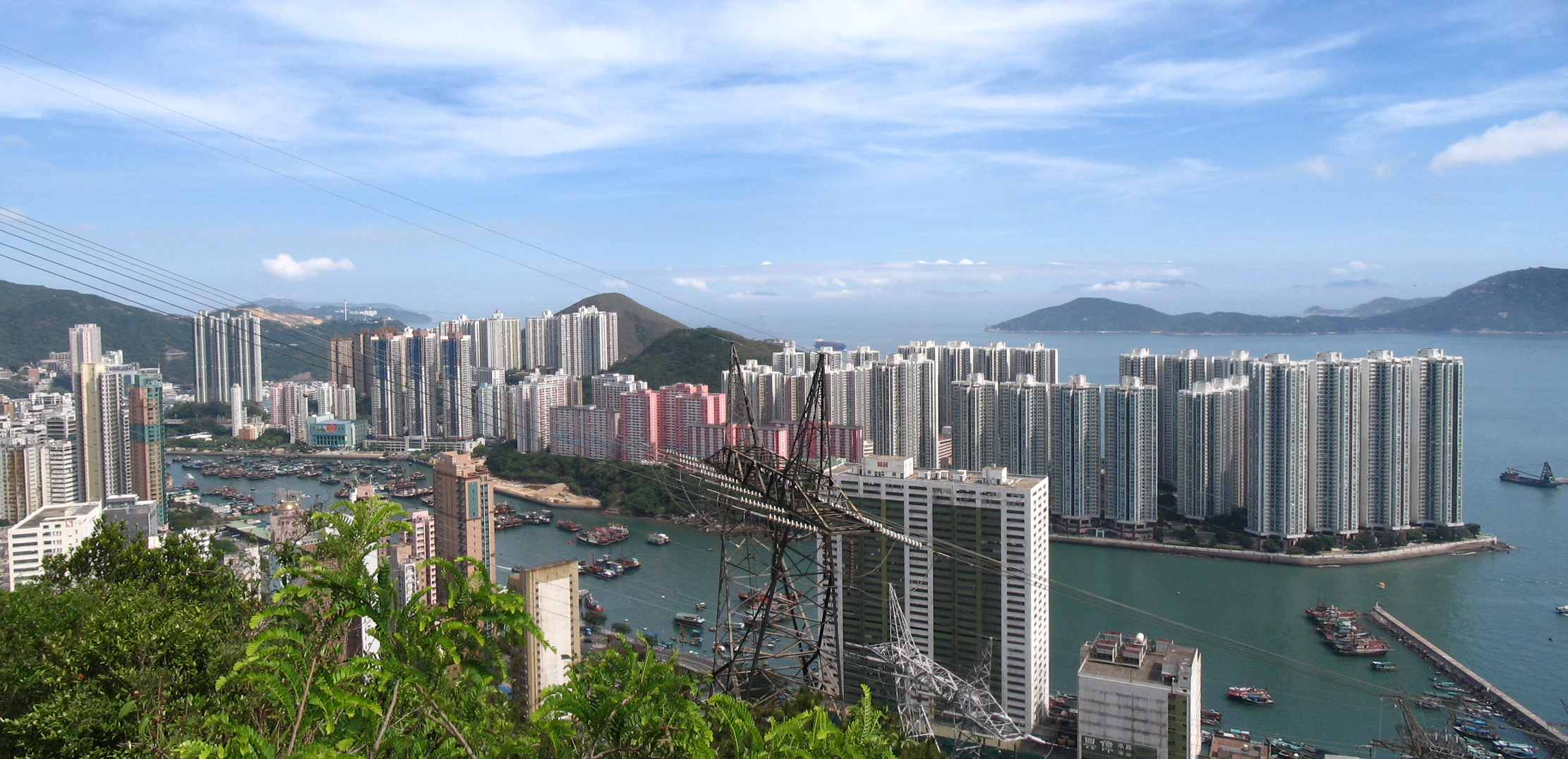
Ap Lei Chau vista do Hong Kong Trail Stage 2, a sudoeste da ilha de Hong Kong, do outro lado do porto de Aberdeen.

Ap Lei Chau (chinês tradicional: 鴨脷洲), ou Ilha Aberdeen, é uma ilha de Hong Kong, localizada no sudoeste da ilha de Hong Kong, próxima ao porto de Aberdeen e do canal Aberdeen, que tem uma área de 1,32 km². Administrativamente, é parte do Distrito Sul. Ap Lei Chau é uma das ilhas mais densamente povoadas do mundo.